# Stratos Perperoglou
Stratos Perperoglou (en griego:  Ευστράτιος "Στράτος" Περπέρογλου  , nació el 7 de agosto de 1984 en Drama, Grecia) es un exjugador de baloncesto, que fue profesional durante 18 temporadas.

## Trayectoria
- Panellinios Atenas (2002-2004)
- Panionios BC  (2004-2007)
- Panathinaikos BC (2007-2012)
- Olimpiakos BC (2012-2014)
- Efes Pilsen (2014-2015)
- FC Barcelona (2015-2017)
- Hapoel Jerusalem B.C. (2017-2018)
- Estrella Roja de Belgrado (2018-2020)

## Palmarés
- Euroliga 2009, 2011 (Panathinaikos BC)
- Euroliga 2013 (Olimpiakos BC)
- Liga de Grecia 2008, 2009, 2010, 2011 (Panathinaikos BC)
- Copa de Grecia 2008, 2009, 2012 (Panathinaikos BC)
- Supercopa de España (1): 2015.
- Copa de Turquía: 2015